# Монро (округ, Кентукки)
Монро́ (англ. Monroe County) — округ в США, штате Кентукки. Официально образован в 1820 году. Получил своё название по имени пятого президента США]Джеймса Монро. По состоянию на 2010 год, численность населения округа составляла 10 963 человек.

## География
По данным Бюро переписи США, общая площадь округа равняется 860,2 км², из которых 856,8 км² или 0,31 % это водоёмы.

### Соседние округа
- Баррен (Кентукки) — северо-запад
- Меткаф (Кентукки) — северо-восток
- Камберленд (Кентукки) — восток
- Клей (Теннесси) — юго-восток
- Мейкон (Теннесси) — юго-запад
- Аллен (Кентукки) — запад

## Демография
По данным переписи населения 2000 года в округе проживает 11 756 жителей в составе 4 741 домашних хозяйств и 3 380 семей. Плотность населения составляет 14 человек на км². На территории округа насчитывается 5 288 жилых строений, при плотности застройки 6,2 строения на км². Расовый состав населения: белые — 95,57 %, афроамериканцы — 2,56 %, коренные американцы (индейцы) — 0,13 %, азиаты — 0,01 %, гавайцы — 0,03 %, представители других рас — 0,93 %, представители двух или более рас — 0,59 %. Испаноязычные составляли 1,45 % населения.
В составе 31,10 % из общего числа домашних хозяйств проживают дети в возрасте до 18 лет, 57,40 % домашних хозяйств представляют собой супружеские пары проживающие вместе, 10,40 % домашних хозяйств представляют собой одиноких женщин без супруга, 28,70 % домашних хозяйств не имеют отношения к семьям, 24,30 % домашних хозяйств состоят из одного человека, 15,30 % домашних хозяйств состоят из престарелых (65 лет и старше), проживающих в одиночестве. Средний размер домашнего хозяйства составляет 2,45 человека, и средний размер семьи 2,94 человека.
Возрастной состав округа: 23,90 % моложе 18 лет, 8,90 % от 18 до 24, 27,70 % от 25 до 44, 24,30 % от 45 до 64 и 15,30 % от 65 и старше. Средний возраст жителя округа 38 лет. На каждые 100 женщин приходится 94,20 мужчин. На каждые 100 женщин старше 18 лет приходится 91,00 мужчин.
Средний доход на домохозяйство в округе составлял 22 356 USD, на семью — 27 112 USD. Среднестатистический заработок мужчины был 21 820 USD против 17 783 USD для женщины. Доход на душу населения был 14 365 USD. Около 20,00 % семей и 23,40 % общего населения находились ниже черты бедности, в том числе — 27,60 % молодёжи (тех кому ещё не исполнилось 18 лет) и 30,30 % тех кому было уже больше 65 лет.